# Długomiłowice
Długomiłowice is een plaats in het Poolse district Kędzierzyńsko-Kozielski, woiwodschap Opole. De plaats maakt deel uit van de gemeente Reńska Wieś en telt 1600 inwoners.

## Verkeer en vervoer
- Station Długomiłowice (in 1997 gesloten)